# طور (اراک)
طورسینا (اراک)، روستایی از توابع بخش مرکزی شهرستان اراک در استان مرکزی ایران است. دارای یک مکان تاریخی به اسم چراغ قآیصی می‌باشد که محل گذر امامان بوده‌است. این روستا در میان کوه واقع شده و داری کوه مشهوری به اسم صد آقا می‌باشد.مردم طور به ترکی صحبت میکنند

## جمعیت
این روستا در دهستان ساروق قرار دارد و براساس سرشماری مرکز آمار ایران در سال ۱۳۸۵، جمعیت آن ۸۴۵ نفر (۲۱۲خانوار) بوده‌است.